# Wolfseifen
Wolfseifen ist ein Ort von 106 Ortschaften der Gemeinde Reichshof im Oberbergischen Kreis im nordrhein-westfälischen Regierungsbezirk Köln in Deutschland.

## Lage und Beschreibung
Wolfseifen liegt nördlich der Wiehltalsperre, die nächstgelegenen Zentren sind Gummersbach (15 km nordwestlich), Köln (64 km westlich) und Siegen (39 km südöstlich).

## Geschichte

### Erstnennung
1541 wurde der Ort das erste Mal urkundlich erwähnt: „Zu den Zeugen bei einem Grenzumgang gehört Johan Wolfsieffer, der als Schwager des Engelberts Heinrich zu Blankenberg bezeichnet wird.“ 
Die Schreibweise der Erstnennung war Wolfsieffen.
| Bevölkerungsentwicklung | Bevölkerungsentwicklung |
| Jahr                    | Einwohner               |
| ----------------------- | ----------------------- |
| 1991                    | 35                      |
| 2005                    | 42                      |
| 2006                    | 38                      |
| 2008                    | 39                      |
| 2017                    | 37                      |
| 2018                    | 36                      |
| 2019                    | 32                      |